# 장난감 집짓기 허물기
《장난감 집짓기 허물기》(積木くずし)는 일본에서 1982년에 출판된 호즈미 타카노부의 배우이자 실화를 바탕한 이를 원작으로 한 영화, 텔레비전 드라마이다.

## 개요
이 작품은 어느 날 갑자기 비행소녀가 된 친딸 호즈미 유카리와의 200일간 갈등을 그린 이야기로, 일본 국내에서 300만 부 이상 출판되었다. 이후 속편으로는 〈츠미키쿠즈시 아토사키 – 고민 많은 부모에게 드리는 조언〉, 〈츠미키 – 그 후의 딸과 우리〉, 〈츠미키쿠즈시 (속편)〉, 〈츠미키쿠즈시 붕괴 그리고…〉, 〈유카리의 죽음 그리고 사랑 – 츠미키쿠즈시 종장〉 등이 출판되었다.
〈츠미키쿠즈시〉 출간 이후에도 유카리는 수차례 보호 관찰 대상이 되었고, 호즈미는 아내와 이혼하는 등 파란만장한 삶이 이어졌다. 후에는 유카리가 대마초 소지 혐의로 재차 체포되기도 했다.
저자는 모두 배우 호즈미 타카노부이다. 사회 문제로 대두되던 청소년 비행을 유명 배우의 가정사를 통해 그려낸 점은 큰 반향을 불러일으켰으며, 텔레비전 드라마화와 맞물려 호즈미 본인 역시 〈츠미키쿠즈시〉 관련 강연과 방송 출연 요청이 급증하였다. 그는 이로 얻은 인세 수익으로 1983년, 고민 많은 청소년들을 위한 무료 상담소를 개설하기도 했다.
도서 출판 1년 후인 1983년부터 1984년에 걸쳐, 도호에 의해 텔레비전 드라마, 영화, 무대극으로 각색되었다. 1983년 TBS에서 방송된 최초의 텔레비전 드라마판 〈츠미키쿠즈시 – 부모와 자식의 200일 전쟁』은 전 7회로 방송되었으며, 높은 시청률을 기록하였다. 작품 속에서 호즈미에 해당하는 인물을 연기한 마에다 긴은 〈남자는 괴로워〉 시리즈에서 호즈미와 형제로 출연한 인연이 있다. 극 중 삽입곡으로는 요코하마 긴바에의 음악이 사용되었고, 딸 역은 당시 15세였던 타카베 토모코가 연기했다. 그녀는 제2의 오타케 시노부로 주목받았다. 최종화 시청률은 간토 지역 45.3%, 간사이 지역 34.6%를 기록하였다(비디오 리서치 조사). 특히 간토 지역의 45.3%는 1977년 이후 민방에서 방영된 연속드라마 중 2019년 기준 최고 기록으로 남아 있다(전체 순위로는 같은 해 NHK에서 방영된 〈오신〉이 최고).
드라마의 성공을 바탕으로, 1983년 11월에는 도호 기획·제작의 영화 〈츠미키쿠즈시〉가 도호 계열 극장에서 공개되었다. 당초 드라마판과 같은 타카베 토모코가 주연을 맡을 예정이었으나, 그녀의 스캔들로 인한 활동 자제로 인해 와타나베 노리코가 대역을 맡았다. 호즈미 가족과 친분이 있던 시마쿠라 치요코가 주제가를 불렀고, 요코하마 긴바에의 후배 밴드 구리스(Grease) – 배우 스기모토 테타가 보컬 – 가 삽입곡을 담당하였다.
1984년 3월에는 도호의 제작으로 무대판이 상연되었다.
1985년에는 센도 노부코 주연의 드라마 속편 방송이 예정되어 있었으나, 유카리가 각성제 단속법 위반으로 체포되면서 개인 사무소 폐쇄 등 여러 사정을 고려해 제작이 백지화되었다. 대체 프로그램으로는 〈85년형 가족 맞추기〉가 기획되었다. 이 전야제 성격으로 1985년 10월 4일 19:20~20:54에 방송 예정이었던 〈츠미키쿠즈시 – 그 후 스페셜〉 역시 방송이 취소되었다.
이후 호즈미는 아내와 이혼하였고, 유카리는 반복적으로 체포되었다. 이러한 내용은 주로 후속편들에 자세히 서술되어 있다.
2004년 실질적 완결편으로 간주되는 〈유카리의 죽음 그리고 사랑 – 츠미키쿠즈시 종장〉이 출판되었다. 이 책에서는 그간 밝혀지지 않았던 진실이 기술되어 있으며, 이를 바탕으로 1년 후인 2005년 9월 후지TV에서 〈츠미키쿠즈시 진상 – 그 가족, 그 후의 비극〉이라는 제목으로 드라마화되었다. 이 드라마는 다치 히로시, 스기타 카오루, 아다치 유미가 출연하였으며, 전반부는 따돌림으로 인해 비행에 빠지는 딸과 부모의 갈등, 후반부는 〈츠미키쿠즈시〉 붐과 그 사회적 영향, 딸의 체포, 부모의 이혼, 어머니의 자살, 그리고 딸의 갑작스러운 죽음을 그리며 높은 시청률을 기록하였다.
2012년에는 호즈미가 〈종장〉 이후의 이야기를 담은 〈츠미키쿠즈시 최종장〉을 출판하였다(2012년 3월, 고마쿠사 출판). 같은 해, 이 작품은 나카무라 마사토시, 이시노 마코, 타카시마 레이코, 나루미 리코 주연으로 후지TV 계열에서 드라마화되었다. 본작에서 호즈미에 해당하는 인물을 연기한 나카무라는, 정식 데뷔작 〈우리들의 청춘!〉(1974년 방송)에서 호즈미가 교감으로 근무하던 사립 고등학교의 신임 교사 역할을 맡은 바 있다.
실사화된 모든 작품은 "실화를 바탕으로 한 픽션"으로 다루어지며, 등장인물의 이름과 설정은 각 작품마다 일부 변경되었다.

## 미디어 윅스

### 영화
장난감 집짓기 허물기(積木くずし)
- 개봉일 : 1983년 11월 3일
- 캐스팅 : 후시타 마코토, 이시다 아유리, 와타나베 노리코, 하야시 류우소우, 타테이시 료코, 하야시 류조, 미타니 노보루 외
- 제작사 : 도호
  - 번외 작품 : 《수렁에서 건진 내딸》 (한국어판, 1984년), 수렁에서 건진 내 딸 2 (한국어판, 1986년)

### 텔레비전 드라마

#### 1983년판
장난감 집짓기 허물기: 부모와 딸의 200일 전쟁(積木くずし 〜親と子の200日戦争〜)
- 방송 일정 : 1983년 2월 15일 ~ 3월 29일, 매주 화요일 8시 ~ 8시 54분 (1983년 1분기 : TBS 화요일 밤 8시 드라마)
- 제작사 : 도쿄 방송 (JNN 가맹국), 도호
- 캐스팅 : 타카베 토모코, 마츠다 긴, 오가와 마유미, 후루야 잇코우, 유미 케이코, 미즈타니 다이스케 외
- 시청률 : 간토 지방 비디오 리서치 : 24.0%(1회), 31.9%(2회), 32.3%(3회), 37.2%(4회), 39.2%(5회), 39.9%(6회), 45.3%(최종회)

#### 1994년판
장난감 집짓기 허물기 붕괴, 그리고(積木くずし崩壊、そして…)
- 방송 일정 : 1994년 4월 5일, 저녁 7시 3분 ~ 9시 48분
- 제작사 : TV도쿄 (TXN 가맹국), G컴퍼니
- 캐스팅 : 세노우 아쓰사, 타카다 쥰지, 오오타니 나오코, 미우라 토모카즈, 카케이 토시오, 오시카와 요시미 외

#### 2005년판
장난감 집짓기 허물기 진실:그 가족, 이후의 비극(積木くずし真相 〜あの家族、その後の悲劇〜)
- 방송 일정 : 2005년 9월 2일 ~ 9월 3일, 밤 9시 ~ 10시 54분
- 방송사 : 후지TV (FNN 가맹국)
- 캐스팅 : 세노우 아쓰사, 타카다 쥰지, 오오타니 나오코, 미우라 토모카즈, 카케이 토시오, 오시카와 요시미 외
- 시청률 : 간토 지방 비디오 리서치 : 21.6% (전편), 23.5% (후편)

#### 2012년판
장난감 집짓기 허물기 최종장(積木くずし 最終章)
- 방송 일정 : 2012년 11월 23일 밤 9시 ~ 10시 52분, 2012년 11월 24일 밤 9시 ~ 11시 10분
- 방송사 : 후지TV (FNN 가맹국)
- 캐스팅 : 나카무라 마사토시, 나루미 리코, 이이노 마코, 하카마다 요시히코, 요코야마 메구미, 카미카와 타카야, 시바 토시오, 타카시마 레이코, 타테이시 료우코 외

## 같이 보기
- 비행